# Ярцево (Ярославский район)
Я́рцево — деревня в Ярославском районе Ярославской области. Входит в состав Туношенского сельского поселения.

## География
Деревня находится в восточной части Ярославской области, на расстоянии приблизительно 10 км (по прямой) к юго-востоку от станции Ярославль.

### Часовой пояс
Деревня Ярцево, как и вся Ярославская область, находится в часовой зоне МСК (московское время). Смещение применяемого времени относительно UTC составляет +3:00.

## История
В 1859 году в деревне Ярославского уезда Ярославской губернии было учтено 15 дворов и проживало 105 человек.

## Население
| 2007 | 2010 |
| ---- | ---- |
| 39   | ↗45  |

### Национальный состав
Согласно результатам переписи 2002 года, в национальной структуре населения русские составляли 100 % из 54 чел.